# Delegati dalla Carolina del Nord al Congresso degli Stati Uniti d'America

Distretti della Carolina del Nord dal 2025

Sin dall'ammissione all'Unione come stato, avvenuta nel 1789, la Carolina del Nord è rappresentata al Congresso degli Stati Uniti da una delegazione al Senato e alla Camera dei rappresentanti. Ogni stato elegge due senatori con mandati di sei anni, a prescindere dalla popolazione dello stato; quelli della Carolina del Nord appartengono alle classi 2 e 3. Elegge inoltre ogni due anni un numero di rappresentanti alla Camera in numero proporzionale alla popolazione; attualmente lo stato è rappresentato alla Camera da 14 delegati, eletti con il sistema first-past-the-post in distretti uninominali. Nel corso della sua esistenza come stato, la Carolina del Nord ha visto la rappresentanza alla Camera variare da un minimo di 5 ad un massimo di 14 deputati; l'attuale numero di 14 rappresenta il massimo, ed è in vigore dal 2022, per effetto del censimento del 2020.

## Camera dei rappresentanti

### Delegati attuali
La delegazione alla camera dei rappresentanti ha un totale di 14 membri, attualmente 10 repubblicani e 4 democratici.
| Distretto | Rappresentante   | Partito      | CPVI (2025) | Inizio mandato    | Mappa del distretto |
| --------- | ---------------- | ------------ | ----------- | ----------------- | ------------------- |
| 1°        | Don Davis        | Democratico  | R+1         | 3 gennaio 2023    |                     |
| 2°        | Deborah Ross     | Democratico  | D+17        | 3 gennaio 2021    |                     |
| 3°        | Greg Murphy      | Repubblicano | R+10        | 17 settembre 2019 |                     |
| 4°        | Valerie Foushee  | Democratico  | D+23        | 3 gennaio 2023    |                     |
| 5°        | Virginia Foxx    | Repubblicano | R+9         | 3 gennaio 2005    |                     |
| 6°        | Addison McDowell | Repubblicano | R+9         | 3 gennaio 2025    |                     |
| 7°        | David Rouzer     | Repubblicano | R+7         | 3 gennaio 2015    |                     |
| 8°        | Mark Harris      | Repubblicano | R+10        | 3 gennaio 2025    |                     |
| 9°        | Richard Hudson   | Repubblicano | R+8         | 17 settembre 2013 |                     |
| 10°       | Pat Harrigan     | Repubblicano | R+9         | 3 gennaio 2025    |                     |
| 11°       | Chuck Edwards    | Repubblicano | R+5         | 3 gennaio 2023    |                     |
| 12°       | Alma Adams       | Democratico  | D+24        | 4 novembre 2014   |                     |
| 13°       | Brad Knott       | Repubblicano | R+8         | 3 gennaio 2025    |                     |
| 14        | Tim Moore        | Repubblicano | R+8         | 3 gennaio 2025    |                     |

## Senato degli Stati Uniti d'America
| Senatore                    | Congresso                    | Senatore                    |
| Classe 2                    | Congresso                    | Classe 3                    |
| --------------------------- | ---------------------------- | --------------------------- |
| Samuel Johnston (Pro-amm)   | 1 (1789-1791)                | Benjamin Hawkins (Pro-amm)  |
| Samuel Johnston (Pro-amm)   | 2 (1791-1793)                | Benjamin Hawkins (Pro-amm)  |
| Alexander Martin (Anti-Amm) | 3 (1793-1795)                | Benjamin Hawkins (Anti-Amm) |
| Alexander Martin (D-R)      | 4 (1795-1797)                | Timothy Bloodwort (D-R)     |
| Alexander Martin (D-R)      | 5 (1797-1799)                | Timothy Bloodwort (D-R)     |
| Jesse Franklin (D-R)        | 6 (1799-1801)                | Timothy Bloodwort (D-R)     |
| Jesse Franklin (D-R)        | 7 (1801-1803)                | David Stone (D-R)           |
| Jesse Franklin (D-R)        | 8 (1803-1805)                | David Stone (D-R)           |
| James Turner (D-R)          | 9 (1805-1807)                | David Stone (D-R)           |
| James Turner (D-R)          | 10 (1807-1809)               | Jesse Franklin (D-R)        |
| James Turner (D-R)          | 11 (1809-1811)               | Jesse Franklin (D-R)        |
| James Turner (D-R)          | 12 (1811-1813)               | Jesse Franklin (D-R)        |
| James Turner (D-R)          | 13 (1813-1815)               | David Stone (D-R)           |
| James Turner (D-R)          | 14 (1815-1817)               | Francis Locke Jr. (D-R)     |
| Montfort Stokes (D-R)       | 14 (1815-1817)               | Francis Locke Jr. (D-R)     |
| 15 (1817-1819)              | Nathaniel Macon (D-R)        |                             |
| 16 (1819–1821)              | Nathaniel Macon (D-R)        |                             |
| 17 (1821–1823)              | Nathaniel Macon (D-R)        |                             |
| John Branch (D-R)           | Nathaniel Macon (D-R)        | 18 (1823–1825)              |
| John Branch (J)             | 19 (1825–1827)               | Nathaniel Macon (J)         |
| John Branch (J)             | 20 (1827–1829)               | Nathaniel Macon (J)         |
| John Branch (J)             | 21 (1829–1831)               | James Iredell Jr. (J)       |
| Bedford Brown (J)           | 21 (1829–1831)               | James Iredell Jr. (J)       |
| 22 (1831–1833)              | Willie Mangum (Anti-J)       |                             |
| 23 (1833–1835)              | Willie Mangum (Anti-J)       |                             |
| 24 (1835–1837)              | Willie Mangum (Anti-J)       |                             |
| Robert Strange (J)          |                              |                             |
| Bedford Brown (D)           | 25 (1837–1839)               | Robert Strange (D)          |
| Bedford Brown (D)           | 26 (1839–1841)               | Robert Strange (D)          |
| Willie Mangum (W)           |                              | Robert Strange (D)          |
| 27 (1841–1843)              | William Alexander Graham (W) |                             |
| 28 (1843–1845)              | William H. Haywood Jr. (D)   |                             |
| 29 (1845–1847)              | William H. Haywood Jr. (D)   |                             |
| 30 (1847-1849)              | George Badger (W)            |                             |
| 31 (1849-1851)              | George Badger (W)            |                             |
| 32 (1851-1853)              | George Badger (W)            |                             |
| David Reid (D)              | George Badger (W)            | 33 (1853-1855)              |
| David Reid (D)              | 34 (1855-1857)               | Asa Biggs (D)               |
| David Reid (D)              | 35 (1857-1859)               | Asa Biggs (D)               |
| Thomas Bragg (D)            | 36 (1859-1861)               | Thomas Clingman (D)         |
| Thomas Bragg (D)            | 37 (1861-1863)               | Thomas Clingman (D)         |
| Vacante                     | Vacante                      |                             |
| Vacante                     | Vacante                      | 37 (1861-1863)              |
| Vacante                     | Vacante                      | 38 (1863-1865)              |
| Vacante                     | Vacante                      | 39 (1865-1867)              |
| Vacante                     | Vacante                      | 40 (1867-1869)              |
| Joseph Abbott (R)           | John Pool (R)                |                             |
| Joseph Abbott (R)           | John Pool (R)                | 41 (1869-1871)              |
| Matt W. Ransom (D)          | John Pool (R)                | 42 (1871-1873)              |
| Matt W. Ransom (D)          | 43 (1873-1875)               | Augustus Merrimon (D)       |
| Matt W. Ransom (D)          | 44 (1875-1877)               | Augustus Merrimon (D)       |
| Matt W. Ransom (D)          | 45 (1877-1879)               | Augustus Merrimon (D)       |
| Matt W. Ransom (D)          | 46 (1879-1881)               | Zebulon Vance (D)           |
| Matt W. Ransom (D)          | 47 (1881-1883)               | Zebulon Vance (D)           |
| Matt W. Ransom (D)          | 48 (1883-1885)               | Zebulon Vance (D)           |
| Matt W. Ransom (D)          | 49 (1885-1887)               | Zebulon Vance (D)           |
| Matt W. Ransom (D)          | 50 (1887-1889)               | Zebulon Vance (D)           |
| Matt W. Ransom (D)          | 51 (1889-1891)               | Zebulon Vance (D)           |
| Matt W. Ransom (D)          | 52 (1891-1893)               | Zebulon Vance (D)           |
| Matt W. Ransom (D)          | 53 (1893-1895)               | Zebulon Vance (D)           |
| Matt W. Ransom (D)          | Thomas J. Jarvis (D)         |                             |
| Marion Butler (P)           | 54 (1895-1897)               | Jeter Pritchard (R)         |
| Marion Butler (P)           | 55 (1897-1899)               | Jeter Pritchard (R)         |
| Marion Butler (P)           | 56 (1899-1901)               | Jeter Pritchard (R)         |
| Furnifold M. Simmons (D)    | 57 (1901-1903)               | Jeter Pritchard (R)         |
| Furnifold M. Simmons (D)    | 58 (1903-1905)               | Lee S. Overman (D)          |
| Furnifold M. Simmons (D)    | 59 (1905-1907)               | Lee S. Overman (D)          |
| Furnifold M. Simmons (D)    | 60 (1907-1909)               | Lee S. Overman (D)          |
| Furnifold M. Simmons (D)    | 61 (1909-1911)               | Lee S. Overman (D)          |
| Furnifold M. Simmons (D)    | 62 (1911-1913)               | Lee S. Overman (D)          |
| Furnifold M. Simmons (D)    | 63 (1913-1915)               | Lee S. Overman (D)          |
| Furnifold M. Simmons (D)    | 64 (1915-1917)               | Lee S. Overman (D)          |
| Furnifold M. Simmons (D)    | 65 (1917-1919)               | Lee S. Overman (D)          |
| Furnifold M. Simmons (D)    | 66 (1919-1921)               | Lee S. Overman (D)          |
| Furnifold M. Simmons (D)    | 67 (1921-1923)               | Lee S. Overman (D)          |
| Furnifold M. Simmons (D)    | 68 (1923-1925)               | Lee S. Overman (D)          |
| Furnifold M. Simmons (D)    | 69 (1925-1927)               | Lee S. Overman (D)          |
| Furnifold M. Simmons (D)    | 70 (1927-1929)               | Lee S. Overman (D)          |
| Furnifold M. Simmons (D)    | 71 (1929-1931)               | Lee S. Overman (D)          |
| Josiah Bailey (D)           | 72 (1931-1933)               | Cameron A. Morrison (D)     |
| Josiah Bailey (D)           | 72 (1931-1933)               | Robert Reynolds (D)         |
| Josiah Bailey (D)           | 73 (1933-1935)               |                             |
| Josiah Bailey (D)           | 74 (1935-1937)               |                             |
| Josiah Bailey (D)           | 75 (1937-1939)               |                             |
| Josiah Bailey (D)           | 76 (1939-1941)               |                             |
| Josiah Bailey (D)           | 77 (1941-1943)               |                             |
| Josiah Bailey (D)           | 78 (1943-1945)               |                             |
| Josiah Bailey (D)           | 79 (1945-1947)               | Clyde R. Hoey (D)           |
| William B. Umstead (D)      | 79 (1945-1947)               | Clyde R. Hoey (D)           |
| 80 (1947-1949)              |                              | Clyde R. Hoey (D)           |
| J. Melville Broughton (D)   |                              | Clyde R. Hoey (D)           |
| 81 (1949-1951)              |                              | Clyde R. Hoey (D)           |
| Frank Graham (D)            |                              | Clyde R. Hoey (D)           |
| Willis Smith (D)            |                              | Clyde R. Hoey (D)           |
| 82 (1951-1953)              |                              | Clyde R. Hoey (D)           |
| 83 (1953-1955)              |                              | Clyde R. Hoey (D)           |
| Alton A. Lennon (D)         |                              | Clyde R. Hoey (D)           |
| W. Kerr Scott (D)           |                              | Clyde R. Hoey (D)           |
| 84 (1955-1957)              | Sam Ervin (D)                |                             |
| 85 (1957-1959)              | Sam Ervin (D)                |                             |
| B. Everett Jordan (D)       | Sam Ervin (D)                |                             |
| 86 (1959-1961)              | Sam Ervin (D)                |                             |
| 87 (1961-1963)              | Sam Ervin (D)                |                             |
| 88 (1963-1965)              | Sam Ervin (D)                |                             |
| 89 (1965-1967)              | Sam Ervin (D)                |                             |
| 90 (1967-1969)              | Sam Ervin (D)                |                             |
| 91 (1969-1971)              | Sam Ervin (D)                |                             |
| 92 (1971-1973)              | Sam Ervin (D)                |                             |
| Jesse Helms (R)             | Sam Ervin (D)                | 93 (1973-1975)              |
| Jesse Helms (R)             | 94 (1975-1977)               | Robert B. Morgan (D)        |
| Jesse Helms (R)             | 95 (1977-1979)               | Robert B. Morgan (D)        |
| Jesse Helms (R)             | 96 (1979-1981)               | Robert B. Morgan (D)        |
| Jesse Helms (R)             | 97 (1981-1983)               | John P. East (R)            |
| Jesse Helms (R)             | 98 (1983-1985)               | John P. East (R)            |
| Jesse Helms (R)             | 99 (1985-1987)               | John P. East (R)            |
| Jesse Helms (R)             | James T. Broyhill (R)        |                             |
| Jesse Helms (R)             | Terry Sanford (D)            |                             |
| Jesse Helms (R)             | 100 (1987-1989)              |                             |
| Jesse Helms (R)             | 101 (1989-1991)              |                             |
| Jesse Helms (R)             | 102 (1991-1993)              |                             |
| Jesse Helms (R)             | 103 (1993-1995)              | Lauch Faircloth (R)         |
| Jesse Helms (R)             | 104 (1995-1997)              | Lauch Faircloth (R)         |
| Jesse Helms (R)             | 105 (1997-1999)              | Lauch Faircloth (R)         |
| Jesse Helms (R)             | 106 (1999-2001)              | John Edwards (D)            |
| Jesse Helms (R)             | 107 (2001-2003)              | John Edwards (D)            |
| Elizabeth Dole (R)          | 108 (2003-2005)              | John Edwards (D)            |
| Elizabeth Dole (R)          | 109 (2005-2007)              | Richard Burr (R)            |
| Elizabeth Dole (R)          | 110 (2007-2009)              | Richard Burr (R)            |
| Kay Hagan (D)               | 111 (2009-2011)              | Richard Burr (R)            |
| Kay Hagan (D)               | 112 (2011-2013)              | Richard Burr (R)            |
| Kay Hagan (D)               | 113 (2013-2015)              | Richard Burr (R)            |
| Thom Tillis (R)             | 114 (2015-2017)              | Richard Burr (R)            |
| Thom Tillis (R)             | 115 (2017-2019)              | Richard Burr (R)            |
| Thom Tillis (R)             | 116 (2019-2021)              | Richard Burr (R)            |
| Thom Tillis (R)             | 117 (2021-2023)              | Richard Burr (R)            |
| Thom Tillis (R)             | 118 (2023-2025)              | Ted Budd (R)                |
| Thom Tillis (R)             | 119 (2025-2027)              | Ted Budd (R)                |